# Дівчинка і крокодил
«Дівчинка і крокодил» (рос. «Девочка и крокодил») — російський радянський повнометражний чорно-білий художній фільм, поставлений на Ленінградської ордена Леніна кіностудії «Ленфільм» в 1956 році режисерами Йосипом Гіндиним та Ісааком Менакером по книзі Ніни Гернет «Катя і Крокодил».
Прем'єра фільму в СРСР відбувся 27 березня 1957 року.

## Зміст
Митя — юний натураліст. Він вивчає тварин і так само тримає у себе невеликий розплідник. Коли ж йому треба було відлучитися, маленька Катя була єдиною, кому він міг їх залишити для нагляду. Нелегко доведеться героїні, оскільки вона абсолютно не уявляє, з якого боку підступитися до звірів.

## Ролі
- Олена Грановська — бабуся Каті
- Євген Тетерін — тато Каті
- Наташа Полінковська — Катя
- Наташа Забавна — Мілка, сестричка Каті
- Зоя Федорова — Надія Федотівна
- Світлана Мазовецька — нянька з немовлям
- Людмила Макарова — мати Миті
- Льоня Львів — Митя
- Річард Лойко — хлопчик з макаронами

## В епізодах
- Тетяна Сукова — бабуся Миті
- Юрій Бубликов — Медведкін-старший
- Петро Репнін — двірник (в титрах зазначений як — В. Репнін)
- Микола Янет — приймальник в ломбарді
- Ольга Аверічева — бабуся (у титрах не вказана)
- Єлизавета Уварова — прибиральниця в магазині (в титрах не вказана)
- У фільмі знімалися ленінградські школярі:
  - Світлана Вайнтріб
  - Валя Захарова
  - Іра Погодіна
  - Ніна Стрункіна
  - Міша Кастальский — Гена, хлопчик, що читає «Мюнхгаузена»
  - Юра Лебідєв
  - Андрій Павлов
  - Вітя Свєтлов

## Знімальна група
- Автори сценарію — Ніна Гернет, Григорій Ягдфельд
- Режисери-постановники — Йосип Гіндін, Ісаак Менакер
- Оператор — Костянтин Соболь
- Художник — Олексій Рудяков
- Режисер — М. Шейнін
- Композитор — Галина Уствольська
- Звукооператор — Ірина Черняхівська
- Оркестр Ленінградської державної філармонії
  - Диригент — Карл Еліасберг
- Директор картини — М. Зінов'єв